# Ernest Rutherford
Ernest Rutherford (1871 - 1937) là một nhà vật lý người New Zealand hoạt động trong lĩnh vực phóng xạ và cấu tạo nguyên tử. Ông được coi là "cha đẻ" của vật lý hạt nhân; sau khi đưa ra mô hình hành tinh nguyên tử để giải thích thí nghiệm trên lá vàng 
Ông khám phá ra rằng nguyên tử có điện tích dương tập trung trong hạt nhân rất bé, 
và từ đó đi đầu cho việc phát triển mẫu Rutherford, còn gọi là mẫu hành tinh của nguyên tử. Nhờ phát hiện của mình và làm sáng tỏ hiện tượng tán xạ Rutherford trong thí nghiệm với lá vàng mà ông được giải Nobel hóa học vào năm 1908. Ông được mọi người công nhận trong việc phân chia nguyên tử vào năm 1917 và đứng đầu thí nghiệm "tách hạt nhân" đầu tiên với hai sinh viên mà ông hướng dẫn, John Cockcroft và Ernest Walton vào năm 1932.
Trong thời gian đầu, Rutherford đã phát hiện ra khái niệm về chu kỳ bán rã phóng xạ, radon nguyên tố phóng xạ, và bức xạ alpha và beta khác biệt và được đặt tên. Công việc này được thực hiện tại Đại học McGill ở Montreal, Quebec, Canada. Nó là cơ sở cho giải thưởng Nobel về hóa học mà ông đã được trao vào năm 1908 "vì những nghiên cứu về sự tan rã của các nguyên tố và hóa học của các chất phóng xạ", mà ông là người đầu tiên đoạt giải Nobel của châu Đại Dương.
Rutherford chuyển đến năm 1907 đến Đại học Victoria của Manchester (ngày nay là Đại học Manchester) ở Anh, nơi ông và Thomas Royds đã chứng minh rằng bức xạ alpha là hạt nhân helium. Rutherford đã thực hiện tác phẩm nổi tiếng nhất của mình sau khi ông trở thành người được giải thưởng Nobel. Vào năm 1911, mặc dù ông không thể chứng minh rằng đó là tích cực hay tiêu cực, ông đưa ra giả thuyết rằng các nguyên tử tập trung vào một hạt nhân rất nhỏ, và do đó đã đi tiên phong trong mô hình nguyên tử của Rutherford, thông qua khám phá và giải thích tán xạ Rutherford bằng thí nghiệm lá vàng của Hans Geiger và Ernest Marsden. Ông đã thực hiện phản ứng hạt nhân nhân tạo đầu tiên vào năm 1917 trong các thí nghiệm trong đó hạt nhân nitơ bị bắn phá bằng các hạt alpha. Kết quả là, ông đã phát hiện ra sự phát xạ của một hạt hạ nguyên tử, vào năm 1919, ông gọi là "nguyên tử hydro", nhưng vào năm 1920, ông đặt tên chính xác hơn là proton.
Rutherford trở thành Giám đốc Phòng thí nghiệm Cavendish tại Đại học Cambridge năm 1919. Dưới sự lãnh đạo của ông, neutron đã được James Chadwick phát hiện vào năm 1932 và cùng năm đó, thí nghiệm đầu tiên phân tách hạt nhân theo cách được kiểm soát hoàn toàn được thực hiện bởi các sinh viên làm việc dưới sự chỉ đạo của ông, John Cockcroft và Ernest Walton. Sau khi qua đời vào năm 1937, ông được chôn cất tại Tu viện Westminster gần lăng mộ của ngài Isaac Newton. Nguyên tố hóa học rutherfordi (nguyên tố 104) được đặt theo tên ông vào năm 1997.

## Tiểu sử
Ernest Rutherford sinh ngày 30 tháng 8 năm 1871 ở Nelson, New Zealand. Ernest Rutherford là con trai của James Rutherford, một nông dân, và vợ của ông là Martha Thompson, quê quán ở Hornchurch, Essex, Anh Quốc. James là dân nhập cư từ Perth, Scotland, "để nuôi trồng cây đanh và các con". Ernest sinh ra ở Spring Grove (bây giờ là Brightwater), gần Nelson, New Zealand. Tên gọi của ông bị đánh vần sai thành Earnest khi đi làm giấy khai sinh.

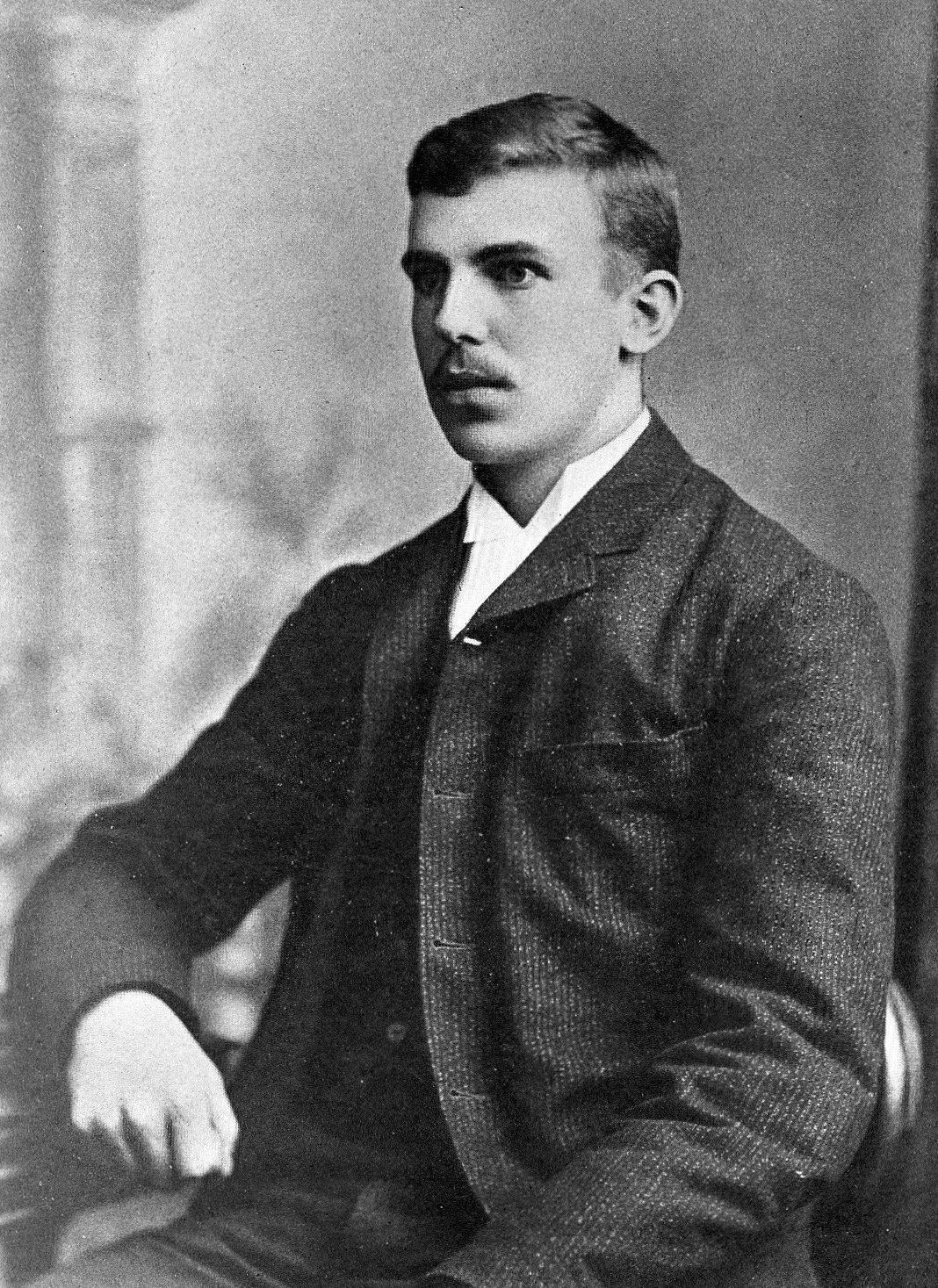
Rutherford in 1892, aged 21

Ông học tại trường Havelock và sau đó là Cao đẳng Nelson và giành được học bổng để học tại Canterbury College, Đại học New Zealand, nơi ông tham gia vào xã hội tranh luận và chơi bóng bầu dục. Sau khi có được B.A, M.A và BSc của mình, và thực hiện hai năm nghiên cứu, trong đó ông đã phát minh ra một hình thức thu sóng vô tuyến mới, vào năm 1895, Rutherford đã được trao học bổng nghiên cứu năm 1851 từ Ủy ban Triển lãm Hoàng gia năm 1851, để đi du lịch đến Anh để học sau đại học tại Phòng thí nghiệm Cavendish, Đại học Cambridge. Ông là một trong những "người ngoài hành tinh" đầu tiên (những người không có bằng Cambridge) được phép nghiên cứu tại trường đại học, dưới sự lãnh đạo của Joseph J. Thomson, làm dấy lên sự ghen tị từ các thành viên bảo thủ hơn của hội huynh đệ Cavendish. Với sự khuyến khích của Thomson, anh đã phát hiện ra sóng vô tuyến ở khoảng cách nửa dặm và giữ kỷ lục thế giới về khoảng cách mà sóng điện từ có thể được phát hiện, mặc dù khi ông trình bày kết quả của mình tại cuộc họp của Hiệp hội Anh năm 1896, ông phát hiện ra mình đã bị Guglielmo Marconi, người cũng đang trình bày tại hội nghị, vượt qua.
Năm 1898, Thomson đề nghị Rutherford giữ một vị trí tại Đại học McGill ở Montreal, Canada. Ông được thay thế Hugh Longbourne Callendar, người giữ ghế của Giáo sư vật lý Macdonald và sẽ đến Cambridge. Rutherford được chấp nhận, điều đó có nghĩa là vào năm 1900, anh ta có thể cưới Mary Georgina Newton (1876-1954)  mà anh ta đã đính hôn trước khi rời New Zealand; họ kết hôn tại nhà thờ Anh giáo St Paul, Papanui ở thành phố Christchurch, họ có một con gái, Eileen Mary (1901-1930), người kết hôn với nhà vật lý Ralph Fowler. Năm 1901, Rutherford có bằng DSc từ Đại học New Zealand. Năm 1907, ông trở về Anh để đảm nhận vị trí chủ tịch vật lý tại Đại học Victoria của Manchester.

### Những năm sau này và tấm bằng danh dự

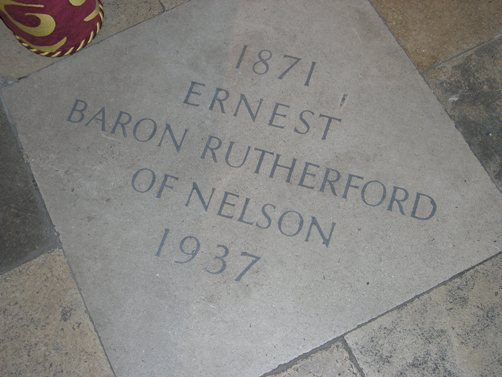
Ngôi mộ của Lord Rutherford ở Tu viện Westminster

Rutherford được phong tước hiệp sĩ năm 1914. Trong Thế chiến I, ông đã làm việc trong một dự án tối mật để giải quyết các vấn đề thực tế về phát hiện tàu ngầm bằng sonar. Năm 1916, ông được trao Huân chương Tưởng niệm Hector. Năm 1919, ông trở lại Cavendish kế vị JJ Thomson với tư cách là giáo sư và giám đốc Cavendish. Theo ông, giải thưởng Nobel đã được trao cho James Chadwick vì đã khám phá ra neutron (năm 1932), John Cockcroft và Ernest Walton cho một thí nghiệm được biết đến như là tách nguyên tử bằng máy gia tốc hạt và Edward Appleton để chứng minh sự tồn tại của tầng điện ly. Năm 1925, Rutherford đã thúc đẩy các cuộc gọi tới Chính phủ New Zealand để hỗ trợ giáo dục và nghiên cứu, dẫn đến sự hình thành của Bộ nghiên cứu khoa học và công nghiệp (DSIR) vào năm sau. Từ năm 1925 đến 1930, ông là Chủ tịch Hội Hoàng gia, và sau đó là chủ tịch Hội đồng Hỗ trợ Học thuật đã giúp đỡ gần 1.000 người tị nạn đại học từ Đức. Ông được bổ nhiệm vào Huân chương Năm 1925  và được nâng lên ngang hàng với tư cách là Nam tước Rutherford của Nelson, của Cambridge ở Quận Cambridge năm 1931, một danh hiệu bị tuyệt chủng sau cái chết bất ngờ của ông năm 1937 Năm 1933, Rutherford là một trong hai người nhận được Huân chương TK Sidey, được Hiệp hội Hoàng gia New Zealand thành lập như một giải thưởng cho nghiên cứu khoa học xuất sắc.
Trong một thời gian trước khi chết, Rutherford bị thoát vị nhỏ, mà ông đã bỏ qua việc chữa, và nó bị siết lại, khiến ông bị ốm nặng. Mặc dù phải phẫu thuật khẩn cấp ở London, anh ta đã chết bốn ngày sau khi các bác sĩ gọi là "tê liệt đường ruột", tại Cambridge. Sau khi hỏa táng tại Nhà hỏa táng Golders Green, ông được vinh dự chôn cất tại Tu viện Westminster, gần Isaac Newton và các nhà khoa học lừng lẫy khác của Anh.

## Nghiên cứu khoa học

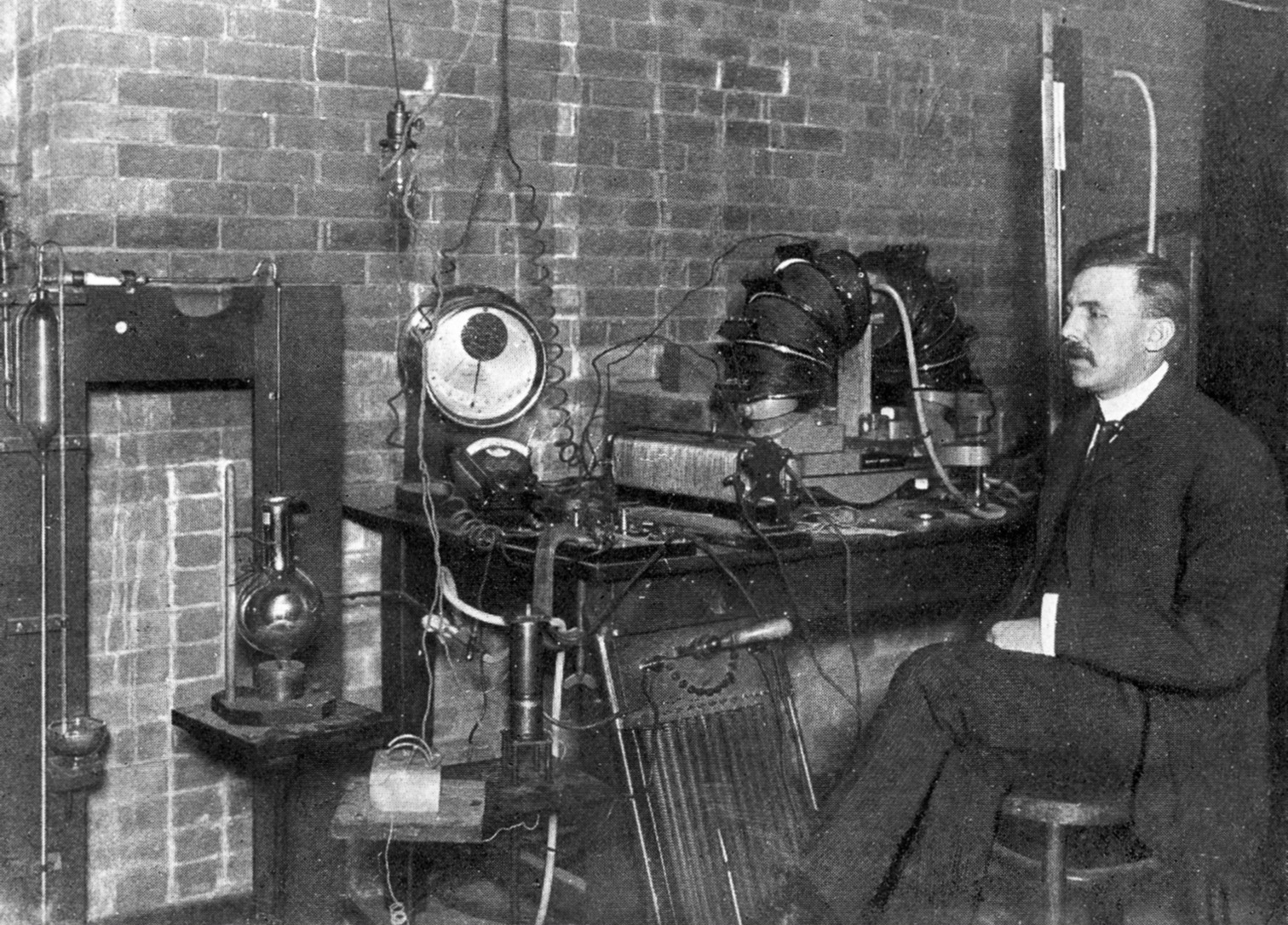
Ernest Rutherford tại Đại học McGill năm 1905

Tại Cambridge, Rutherford bắt đầu làm việc với JJ Thomson về tác động dẫn của tia X đối với chất khí, công việc dẫn đến việc phát hiện ra electron mà Thomson trình bày với thế giới vào năm 1897. Nghe về trải nghiệm của Becquerel với uranium, Rutherford bắt đầu khám phá tính phóng xạ của nó, khám phá ra hai loại khác với tia X trong khả năng xuyên thấu của chúng. Tiếp tục nghiên cứu của mình ở Canada, ông đã đặt ra thuật ngữ tia alpha và tia beta  vào năm 1899 để mô tả hai loại bức xạ riêng biệt. Sau đó, ông phát hiện ra rằng thorium tạo ra một loại khí tự tạo ra chất phóng xạ và sẽ bao phủ các chất khác. Ông phát hiện ra rằng một mẫu vật liệu phóng xạ có kích thước bất kỳ luôn luôn mất cùng một lượng thời gian để một nửa mẫu phân rã - " thời gian bán hủy " của nó (11½ phút trong trường hợp này).
Từ năm 1900 đến năm 1903, ông được nhà hóa học trẻ Frederick Soddy (Giải thưởng Nobel về hóa học năm 1921) tham gia tại McGill, người mà ông đặt ra vấn đề xác định các phát xạ thorium. Khi đã loại bỏ tất cả các phản ứng hóa học thông thường, Soddy cho rằng đó phải là một trong những khí trơ mà họ đặt tên là thoron (sau này được tìm thấy là đồng vị của radon). Họ cũng tìm thấy một loại thorium khác mà họ gọi là Thorium X, và tiếp tục tìm thấy dấu vết của helium. Họ cũng đã làm việc với các mẫu "Uranium X" từ William Crookes và radium từ Marie Curie.
Năm 1903, họ đã xuất bản "Luật thay đổi phóng xạ" để giải thích cho tất cả các thí nghiệm của họ. Cho đến lúc đó, các nguyên tử được coi là cơ sở không thể phá hủy của mọi vật chất và mặc dù Curie đã cho rằng phóng xạ là một hiện tượng nguyên tử, ý tưởng về các nguyên tử của các chất phóng xạ vỡ ra là một ý tưởng hoàn toàn mới. Rutherford và Soddy đã chứng minh rằng phóng xạ liên quan đến sự phân rã tự phát của các nguyên tử thành các vật chất khác, chưa được xác định. Giải thưởng Nobel về hóa học 1908 đã được trao cho Ernest Rutherford "vì những nghiên cứu của ông về sự tan rã của các nguyên tố và hóa học của các chất phóng xạ".
Năm 1903, Rutherford đã xem xét một loại bức xạ được phát hiện (nhưng không được đặt tên) bởi nhà hóa học người Pháp Paul Villard vào năm 1900, như một phát xạ từ radium, và nhận ra rằng quan sát này phải thể hiện một cái gì đó khác với tia alpha và beta của chính ông, do chính nó sức mạnh thâm nhập lớn hơn nhiều. Do đó, Rutherford đã cho loại bức xạ thứ ba này là tên của tia gamma. Tất cả ba thuật ngữ của Rutherford đều được sử dụng tiêu chuẩn ngày nay - các loại phân rã phóng xạ khác đã được phát hiện, nhưng ba loại của Rutherford là một trong những loại phổ biến nhất.
Ở Manchester, ông tiếp tục làm việc với bức xạ alpha. Kết hợp với Hans Geiger, ông đã phát triển các sàng lọc kẽm sulfide và buồng ion hóa để đếm bảng chữ cái. Bằng cách chia tổng số điện tích mà chúng tạo ra cho số lượng được tính, Rutherford quyết định rằng điện tích trên alpha là hai. Vào cuối năm 1907, Ernest Rutherford và Thomas Royds cho phép các bảng chữ cái xuyên qua một cửa sổ rất mỏng vào một ống di tản. Khi họ châm ngòi cho ống phóng điện, quang phổ thu được từ nó thay đổi, khi các chữ cái được tích lũy trong ống. Cuối cùng, quang phổ rõ ràng của khí heli xuất hiện, chứng minh rằng hạt alpha ít nhất là các nguyên tử helium bị ion hóa, và có lẽ là hạt nhân helium.
Một huyền thoại đã tồn tại từ lâu, ít nhất là vào đầu năm 1948, chạy ít nhất đến năm 2017, rằng Rutherford là nhà khoa học đầu tiên quan sát và báo cáo sự biến đổi nhân tạo của một nguyên tố ổn định thành một nguyên tố khác: nitơ thành oxy. Nhiều người cho rằng đó là một trong những thành tựu lớn nhất của Rutherford. Chính phủ New Zealand thậm chí đã phát hành một con tem kỷ niệm với niềm tin rằng phát hiện nitơ-oxy thuộc về Rutherford. Bắt đầu từ năm 2017, nhiều tổ chức khoa học đã sửa các phiên bản lịch sử của họ để chỉ ra rằng tín dụng khám phá cho phản ứng thuộc về Patrick Blackett. Rutherford đã phát hiện ra proton bị đẩy ra vào năm 1919 và giải thích nó là bằng chứng cho sự tan rã của hạt nhân nitơ (thành hạt nhân nhẹ hơn). Năm 1925, Blackett cho thấy sản phẩm thực tế là oxy và xác định phản ứng thực sự là 14 N + α → 17 O + p. Do đó, Rutherford nhận ra rằng "hạt nhân có thể tăng chứ không giảm dần về khối lượng do va chạm trong đó proton bị đẩy ra ngoài." 

### Thí nghiệm lá vàng

Top: Kết quả dự kiến: các hạt alpha đi qua mô hình bánh mận của nguyên tử không bị xáo trộn.
Dưới cùng: Kết quả quan sát được: một phần nhỏ của các hạt bị lệch, biểu thị một điện tích nhỏ, tập trung. Sơ đồ không theo tỷ lệ; trong thực tế, hạt nhân nhỏ hơn rất nhiều so với vỏ electron.

Rutherford đã thực hiện tác phẩm nổi tiếng nhất của mình sau khi nhận giải thưởng Nobel năm 1908. Cùng với Hans Geiger và Ernest Marsden vào năm 1909, ông đã thực hiện thí nghiệm GeigerTHER Marsden, chứng minh bản chất hạt nhân của các nguyên tử bằng cách làm chệch hướng các hạt alpha đi qua một lá vàng mỏng. Rutherford được truyền cảm hứng để yêu cầu Geiger và Marsden trong thí nghiệm này tìm kiếm các hạt alpha có góc lệch rất cao, một loại không được mong đợi từ bất kỳ lý thuyết vật chất nào vào thời điểm đó. Các độ võng như vậy, mặc dù hiếm, đã được tìm thấy, và được chứng minh là một hàm trơn tru nhưng có thứ tự cao của góc lệch. Chính sự giải thích về dữ liệu này của Rutherford đã khiến ông xây dựng mô hình nguyên tử của Rutherford vào năm 1911  –  rằng một rất nhỏ  hạt nhân tích điện, bao gồm phần lớn khối lượng của nguyên tử, được electron khối lượng thấp quay quanh.
Vào năm 1919, 191920, Rutherford đã phát hiện ra rằng nitơ và các nguyên tố ánh sáng khác đã phóng ra một proton, mà ông gọi là "nguyên tử hydro", khi va chạm với các hạt α (alpha). Kết quả này cho thấy Rutherford rằng hạt nhân hydro là một phần của hạt nhân nitơ (và theo suy luận, có lẽ là các hạt nhân khác). Việc xây dựng như vậy đã bị nghi ngờ trong nhiều năm trên cơ sở trọng lượng nguyên tử là toàn bộ số lượng của hydro; xem giả thuyết của Prout. Hydrogen được biết đến là nguyên tố nhẹ nhất và hạt nhân của nó có lẽ là hạt nhân nhẹ nhất. Bây giờ, vì tất cả những cân nhắc này, Rutherford đã quyết định rằng hạt nhân hydro có thể là một khối xây dựng cơ bản của tất cả các hạt nhân, và cũng có thể là một hạt cơ bản mới, vì không có gì được biết từ hạt nhân nhẹ hơn. Do đó, xác nhận và mở rộng công trình của Wilhelm Wien, người vào năm 1898 đã phát hiện ra proton trong các luồng khí ion hóa, Rutherford đã cho rằng hạt nhân hydro là một hạt mới vào năm 1920, mà ông gọi là proton  
Năm 1921, khi làm việc với Niels Bohr (người đã tuyên bố rằng các electron chuyển động theo quỹ đạo cụ thể), Rutherford đã đưa ra giả thuyết về sự tồn tại của neutron, (mà ông đã đặt tên trong Bài giảng Bakerian năm 1920), bằng cách nào đó có thể bù đắp cho hiệu ứng đẩy lùi của dương điện tích của các proton bằng cách gây ra một lực hạt nhân hấp dẫn và do đó giữ cho các hạt nhân không bị tách ra khỏi lực đẩy giữa các proton. Sự thay thế duy nhất cho neutron là sự tồn tại của "electron hạt nhân" sẽ chống lại một số điện tích proton trong hạt nhân, từ đó người ta đã biết rằng hạt nhân có khối lượng gấp đôi khối lượng có thể được tính nếu chúng được lắp ráp đơn giản từ hydro hạt nhân (proton). Nhưng làm thế nào những electron hạt nhân này có thể bị giữ lại trong hạt nhân, là một bí ẩn.
Thuyết neutron của Rutherford đã được cộng sự James Chadwick chứng minh vào năm 1932, và Chadwick đã nhận ra neutron ngay lập tức khi chúng được các nhà khoa học khác tạo ra; và sau đó là chính ông tạo ra khi bắn phá beryllium bằng các hạt alpha. Năm 1935, Chadwick đã được trao giải thưởng Nobel về Vật lý cho khám phá này.

## Di sản

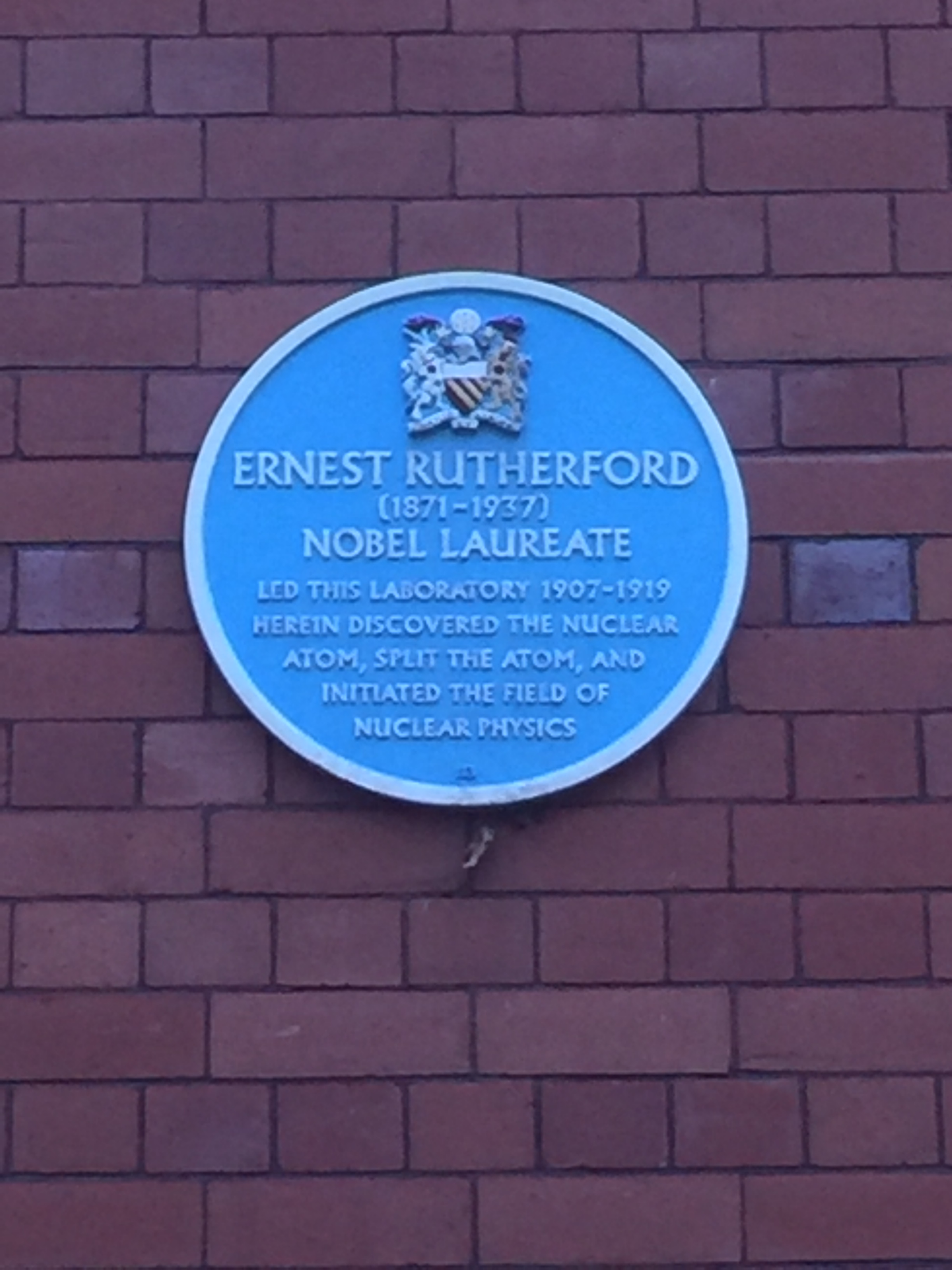
Một tấm biển kỷ niệm sự hiện diện của Rutherford tại Đại học Manchester

Rutherford được coi là một trong những nhà khoa học vĩ đại nhất trong lịch sử. Tại phiên khai mạc của Đại hội Khoa học Ấn Độ năm 1938, mà Ruthherford dự kiến sẽ chủ trì trước khi chết, nhà vật lý thiên văn James Jeans đã nói tại chỗ và coi ông là "một trong những nhà khoa học vĩ đại nhất mọi thời đại", nói:
In his flair for the right line of approach to a problem, as well as in the simple directness of his methods of attack, [Rutherford] often reminds us of Faraday, but he had two great advantages which Faraday did not possess, first, exuberant bodily health and energy, and second, the opportunity and capacity to direct a band of enthusiastic co-workers. Great though Faraday's output of work was, it seems to me that to match Rutherford's work in quantity as well as in quality, we must go back to Newton. In some respects he was more fortunate than Newton. Rutherford was ever the happy warrior - happy in his work, happy in its outcome, and happy in its human contacts.

### Vật lý nguyên tử
Nghiên cứu của Rutherford, và công việc được thực hiện dưới thời ông là giám đốc phòng thí nghiệm, đã thiết lập cấu trúc hạt nhân của nguyên tử và bản chất cơ bản của sự phân rã phóng xạ là một quá trình hạt nhân. Patrick Blackett, một nhà nghiên cứu làm việc dưới quyền của Rutherford, sử dụng các hạt alpha tự nhiên, đã chứng minh sự biến đổi hạt nhân gây ra. Nhóm của Rutherford sau đó, sử dụng các proton từ máy gia tốc, đã chứng minh các phản ứng hạt nhân và biến đổi nhân tạo. Ông được biết đến như là cha đẻ của vật lý hạt nhân. Rutherford chết quá sớm để thấy ý tưởng về các phản ứng dây chuyền hạt nhân có kiểm soát của Leó Szilárd ra đời. Tuy nhiên, một bài phát biểu của Rutherford về sự chuyển nhân tạo gây ra của mình trong lithium, in trong số ra ngày 12 tháng 9 năm 1933 của The Times, đã được báo cáo bởi Szilárd như đã được cảm hứng của mình cho suy nghĩ về khả năng của một năng lượng sản xuất kiểm soát phản ứng dây chuyền hạt nhân. Szilard đã có ý tưởng này khi đi bộ ở London, cùng ngày.
Bài phát biểu của Rutherford đã chạm đến công trình năm 1932 của các sinh viên John Cockcroft và Ernest Walton trong việc "tách" lithium thành các hạt alpha bằng cách bắn phá bằng các proton từ máy gia tốc hạt mà họ đã chế tạo. Rutherford nhận ra rằng năng lượng được giải phóng từ các nguyên tử lithium phân tách là rất lớn, nhưng ông cũng nhận ra rằng năng lượng cần thiết cho máy gia tốc, và sự không hiệu quả thiết yếu của nó trong việc phân tách các nguyên tử theo cách này, khiến dự án trở thành một nguồn năng lượng thực tế (máy gia tốc phân hạch do các yếu tố ánh sáng gây ra vẫn còn quá kém hiệu quả để được sử dụng theo cách này, ngay cả ngày nay). Bài phát biểu của Rutherford một phần nói rằng:
We might in these processes obtain very much more energy than the proton supplied, but on the average we could not expect to obtain energy in this way. It was a very poor and inefficient way of producing energy, and anyone who looked for a source of power in the transformation of the atoms was talking moonshine. But the subject was scientifically interesting because it gave insight into the atoms.

### Các sản phẩm được đặt tên để vinh danh cuộc sống và thành tựu của Rutherford

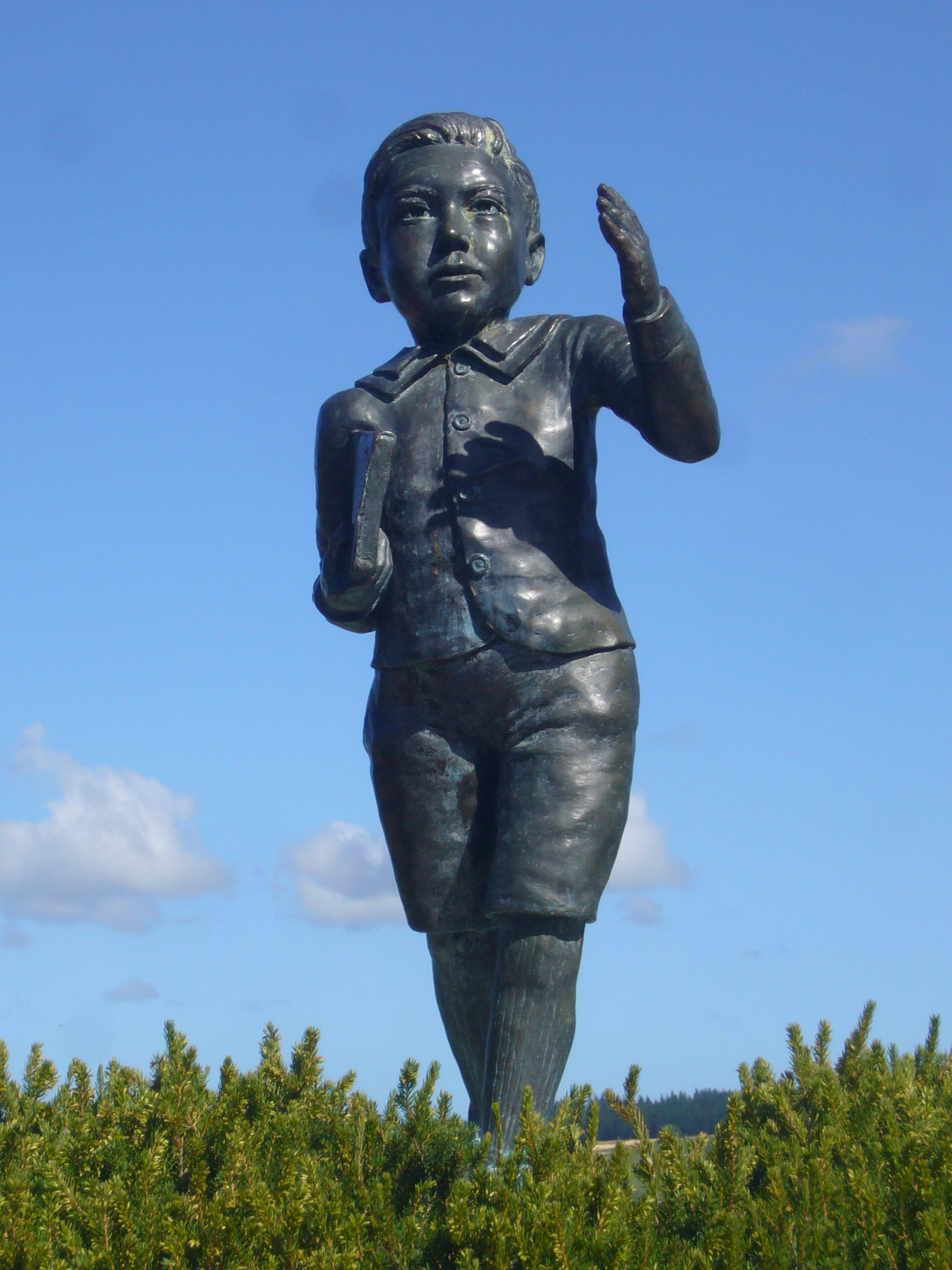
Một bức tượng của một thanh niên Ernest Rutherford tại đài tưởng niệm của ông ở Brightwater, New Zealand.

#### Khám phá khoa học
- Nguyên tố rutherfordium, Rf, Z = 104. (1997) [44]
- Rutherford (Rd), một đơn vị phóng xạ lỗi thời tương đương với một megabecquerel.

#### Viện khoa học
- Phòng thí nghiệm Rutherford Appleton, một phòng thí nghiệm nghiên cứu khoa học gần Didcot, Oxfordshire.
- Cao đẳng Rutherford, Auckland, một trường học ở Auckland, New Zealand
- Cao đẳng Rutherford, Kent, một trường cao đẳng tại Đại học Kent ở Canterbury, Anh
- Viện đổi mới Rutherford tại Đại học Cambridge
- Trường trung cấp Rutherford, Wanganui, New Zealand
- Hội trường Rutherford, một hội trường cư trú tại Đại học Loughborough

## Ghi nhận
Ngoài giải thưởng Nobel hóa học, Ernest Rutherford đã được nhận nhiều vinh danh khác. Ông đã được bầu làm viện sĩ của Viện hàn lâm giáo hoàng về Khoa học và viện sĩ danh dự của Viện Hàn lâm Khoa học Liên Xô (nay là Viện hàn lâm Khoa học Liên bang Nga).